# Деон Майнор
Деон Майнор (англ. Deon Minor, нар. 22 січня 1973) — американський легкоатлет, який спеціалізувався на спринті.

## Спортивні досягнення
Дворазовий чемпіон світу в приміщенні з естафетного бігу 4×400 метрів (1997, 1999).
Чемпіон світу серед юніорів з бігу на 400 метрів та з естафетного бігу 4×400 метрів (1992).
Бронзовий призер Панамериканських ігор з естафетного бігу 4×400 метрів (1999).
Ексрекордсмен світу в приміщенні (разом з Андре Моррісом, Дамеоном Джонсоном та Мілтоном Кемпбеллом) з естафетного бігу 4×400 метрів — 3.02,83 (1999).